# خانه لگزایی
خانه لگزایی مربوط به دوره پهلوی اول است و در مشهد، خیابان امام خمینی، خیابان جنت، جنب پارکینگ شهرداری واقع شده و این اثر در تاریخ ۱۲ تیر ۱۳۸۴ با شمارهٔ ثبت ۱۲۰۷۱ به‌عنوان یکی از آثار ملی ایران به ثبت رسیده است.